# Quiet Men
«Quiet Men» es el séptimo sencillo de la banda new wave Ultravox. Fue lanzado en sencillo de 12" el 6 de octubre de 1978, y en sencillo de 7" el 13 de octubre de 1978, siendo el último sencillo y disco lanzado por la banda en Island Records y donde participarían el cantante John Foxx y el guitarrista Robin Simon.

## Canciones

### 12"

#### Cara A
1. «Quiet Men» (versión completa)

#### Cara B
1. «Cross Fade»

### 7"

#### Cara A
1. «Quiet Men» - 3:16

#### Cara B
1. «Cross Fade» - 2:56